# Oberdonven
Oberdonven är en ort i Luxemburg.   Den ligger i distriktet Grevenmacher, i den sydöstra delen av landet, 20 km öster om huvudstaden Luxemburg. Oberdonven ligger 267 meter över havet och antalet invånare är 164.
Terrängen runt Oberdonven är platt åt nordväst, men åt sydost är den kuperad.  Runt Oberdonven är det ganska tätbefolkat, med 134 invånare per kvadratkilometer.. Närmaste större samhälle är Luxemburg, 19,8 km väster om Oberdonven. 
Trakten runt Oberdonven består till största delen av jordbruksmark.